# Cristina Abrahamsdotter
Cristina Abrahamsdotter, (svedese: Kristina Abrahamsdotte, finlandese: Kristiina Abrahamintytär) (1432 – 1492), è stata una nobildonna finlandese.

## Biografia
La parentela di Cristina Abrahamsdotter non è nota, ma si ritiene fosse la figlia di Abramo Pedersson, governatore di Raseborg. L'ex re Carlo VIII di Svezia la conobbe durante il suo esilio in Finlandia (1457-1464). Quando Carlo tornò in Svezia nel 1464 e recuperò il trono svedese, lo seguì come amante reale. Ebbero due figli: Carlo e Anna.
Nel 1470, durante l'ultimo anno della sua vita, Carlo sposò Cristina, divenendone regina e suo figlio venne legittimato. La data esatta del matrimonio è sconosciuta. Erano entrambi inclusi nel nuovo testamento, che escludeva i suoi figliastri.
Il re ha quindi incaricato il nipote, Sten Sture il Vecchio, come reggente fino a quando il figlio non fosse stato abbastanza grande per essere eletto re nonché difendere le sue ultime volontà. Il matrimonio provocò molte polemiche a causa della differenza di rango.
Il 15 maggio 1470, Cristina rimase vedova. Dopo la morte di Carlo, Sten Sture non rispettò le ultime volontà del re, prendendo tutto il potere per se stesso come reggente e consegnando la maggior parte dei beni del defunto re ai suoi figliastri, piuttosto che al suo erede designato. Cristina ha vissuto una vita appartata, dopo la morte di Carlo. Nel 1488, il figlio ha ottenuto con successo una parte della sua eredità.